# Iujne, Feodosia
Iujne (în ucraineană Южне) este un sat în comuna Nasîpne din orașul regional Feodosia, Republica Autonomă Crimeea, Ucraina.

## Demografie
Componența lingvistică a localității Iujne
     Rusă (48,71%)
     Tătară crimeeană (45,76%)
     Ucraineană (4,31%)
     Alte limbi (0,74%)
Conform recensământului din 2001, nu exista o limbă vorbită de majoritatea populației, aceasta fiind compusă din vorbitori de rusă (48,71%), tătară crimeeană (45,76%) și ucraineană (4,31%).